# Eustomias
Eustomias is een geslacht van straalvinnige vissen uit de familie van Stomiidae. Het geslacht is voor het eerst wetenschappelijk beschreven in 1884 door Filhol.

## Soorten
- Eustomias achirus Parin & Pokhil'skaya, 1974
- Eustomias acinosus Regan & Trewavas, 1930
- Eustomias aequatorialis Clarke, 1998
- Eustomias albibulbus Clarke, 2001
- Eustomias appositus Gibbs, Clarke & Gomon, 1983
- Eustomias arborifer Parr, 1927
- Eustomias australensis Gibbs, Clarke & Gomon, 1983
- Eustomias austratlanticus Gibbs, Clarke & Gomon, 1983
- Eustomias bertelseni Gibbs, Clarke & Gomon, 1983
- Eustomias bibulboides Gibbs, Clarke & Gomon, 1983
- Eustomias bibulbosus Parr, 1927
- Eustomias bifilis Gibbs, 1960
- Eustomias bigelowi Welsh, 1923
- Eustomias bimargaritatus Regan & Trewavas, 1930
- Eustomias bimargaritoides Gibbs, Clarke & Gomon, 1983
- Eustomias binghami Parr, 1927
- Eustomias bituberatus Regan & Trewavas, 1930
- Eustomias bituberoides Gibbs, Clarke & Gomon, 1983
- Eustomias borealis Clarke, 2000
- Eustomias braueri Zugmayer, 1911
- Eustomias brevibarbatus Parr, 1927
- Eustomias bulbiramis Clarke, 2001
- Eustomias bulbornatus Gibbs, 1960
- Eustomias cancriensis Gibbs, Clarke & Gomon, 1983
- Eustomias cirritus Gibbs, Clarke & Gomon, 1983
- Eustomias contiguus Gomon & Gibbs, 1985
- Eustomias crossotus Gibbs, Clarke & Gomon, 1983
- Eustomias crucis Gibbs & Craddock, 1973
- Eustomias cryptobulbus Clarke, 2001
- Eustomias curtatus Gibbs, Clarke & Gomon, 1983
- Eustomias curtifilis Clarke, 2000
- Eustomias danae Clarke, 2001
- Eustomias decoratus Gibbs, 1971
- Eustomias dendriticus Regan & Trewavas, 1930
- Eustomias deofamiliaris Gibbs, Clarke & Gomon, 1983
- Eustomias digitatus Gomon & Gibbs, 1985
- Eustomias dinema Clarke, 1999
- Eustomias dispar Gomon & Gibbs, 1985
- Eustomias dubius Parr, 1927
- Eustomias elongatus Clarke, 2001
- Eustomias enbarbatus Welsh, 1923
- Eustomias filifer (Gilchrist, 1906)
- Eustomias fissibarbis (Pappenheim, 1912)
- Eustomias flagellifer Clarke, 2001
- Eustomias furcifer Regan & Trewavas, 1930
- Eustomias gibbsi Johnson & Rosenblatt, 1971
- Eustomias grandibulbus Gibbs, Clarke & Gomon, 1983
- Eustomias hulleyi Gomon & Gibbs, 1985
- Eustomias hypopsilus Gomon & Gibbs, 1985
- Eustomias ignotus Gomon & Gibbs, 1985
- Eustomias inconstans Gibbs, Clarke & Gomon, 1983
- Eustomias insularum Clarke, 1998
- Eustomias intermedius Clarke, 1998
- Eustomias interruptus Clarke, 1999
- Eustomias ioani Parin & Pokhil'skaya, 1974
- Eustomias jimcraddocki Sutton & Hartel, 2004
- Eustomias kreffti Gibbs, Clarke & Gomon, 1983
- Eustomias lanceolatus Clarke, 1999
- Eustomias leptobolus Regan & Trewavas, 1930
- Eustomias lipochirus Regan & Trewavas, 1930
- Eustomias longibarba Parr, 1927
- Eustomias longiramis Clarke, 2001
- Eustomias macronema Regan & Trewavas, 1930
- Eustomias macrophthalmus Parr, 1927
- Eustomias macrurus Regan & Trewavas, 1930
- Eustomias magnificus Clarke, 2001
- Eustomias medusa Gibbs, Clarke & Gomon, 1983
- Eustomias melanonema Regan & Trewavas, 1930
- Eustomias melanostigma Regan & Trewavas, 1930
- Eustomias melanostigmoides Gibbs, Clarke & Gomon, 1983
- Eustomias mesostenus Gibbs, Clarke & Gomon, 1983
- Eustomias metamelas Gomon & Gibbs, 1985
- Eustomias micraster Parr, 1927
- Eustomias micropterygius Parr, 1927
- Eustomias minimus Clarke, 1999
- Eustomias monoclonoides Clarke, 1999
- Eustomias monoclonus Regan & Trewavas, 1930
- Eustomias monodactylus Regan & Trewavas, 1930
- Eustomias multifilis Parin & Pokhil'skaya, 1978
- Eustomias obscurus Vaillant, 1884
- Eustomias orientalis Gibbs, Clarke & Gomon, 1983
- Eustomias pacificus Gibbs, Clarke & Gomon, 1983
- Eustomias parini Clarke, 2001
- Eustomias parri Regan & Trewavas, 1930
- Eustomias patulus Regan & Trewavas, 1930
- Eustomias paucifilis Parr, 1927
- Eustomias paxtoni Clarke, 2001
- Eustomias perplexus Gibbs, Clarke & Gomon, 1983
- Eustomias pinnatus Clarke, 1999
- Eustomias polyaster Parr, 1927
- Eustomias posti Gibbs, Clarke & Gomon, 1983
- Eustomias precarius Gomon & Gibbs, 1985
- Eustomias problematicus Clarke, 2001
- Eustomias pyrifer Regan & Trewavas, 1930
- Eustomias quadrifilis Gomon & Gibbs, 1985
- Eustomias radicifilis Borodin, 1930
- Eustomias satterleei Beebe, 1933
- Eustomias schiffi Beebe, 1932
- Eustomias schmidti Regan & Trewavas, 1930
- Eustomias silvescens Regan & Trewavas, 1930
- Eustomias similis Parin, 1978
- Eustomias simplex Regan & Trewavas, 1930
- Eustomias spherulifer Gibbs, Clarke & Gomon, 1983
- Eustomias suluensis Gibbs, Clarke & Gomon, 1983
- Eustomias tenisoni Regan & Trewavas, 1930
- Eustomias tetranema Zugmayer, 1913
- Eustomias teuthidopsis Gibbs, Clarke & Gomon, 1983
- Eustomias tomentosis Clarke, 1998
- Eustomias trewavasae Norman, 1930
- Eustomias triramis Regan & Trewavas, 1930
- Eustomias uniramis Clarke, 1999
- Eustomias variabilis Regan & Trewavas, 1930
- Eustomias vitiazi Parin & Pokhil'skaya, 1974
- Eustomias vulgaris Clarke, 2001
- Eustomias woollardi Clarke, 1998
- Eustomias xenobolus Regan & Trewavas, 1930